# Opegrapha pertusariicola
Opegrapha pertusariicola är en lavart som beskrevs av Coppins & P. James. Opegrapha pertusariicola ingår i släktet Opegrapha och familjen Roccellaceae.   Inga underarter finns listade i Catalogue of Life.